# Ferdinand Geminian Wanker

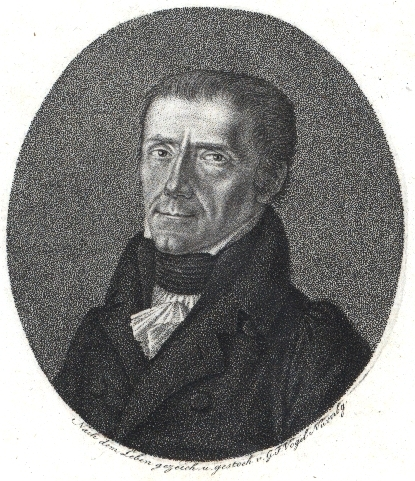
Ferdinand Geminian Wanker

Ferdinand Geminian Wanker (* 2. Oktober 1758 in Freiburg i. Br.; † 19. Januar 1824 ebenda) war ein deutscher katholischer Moraltheologe.

## Leben

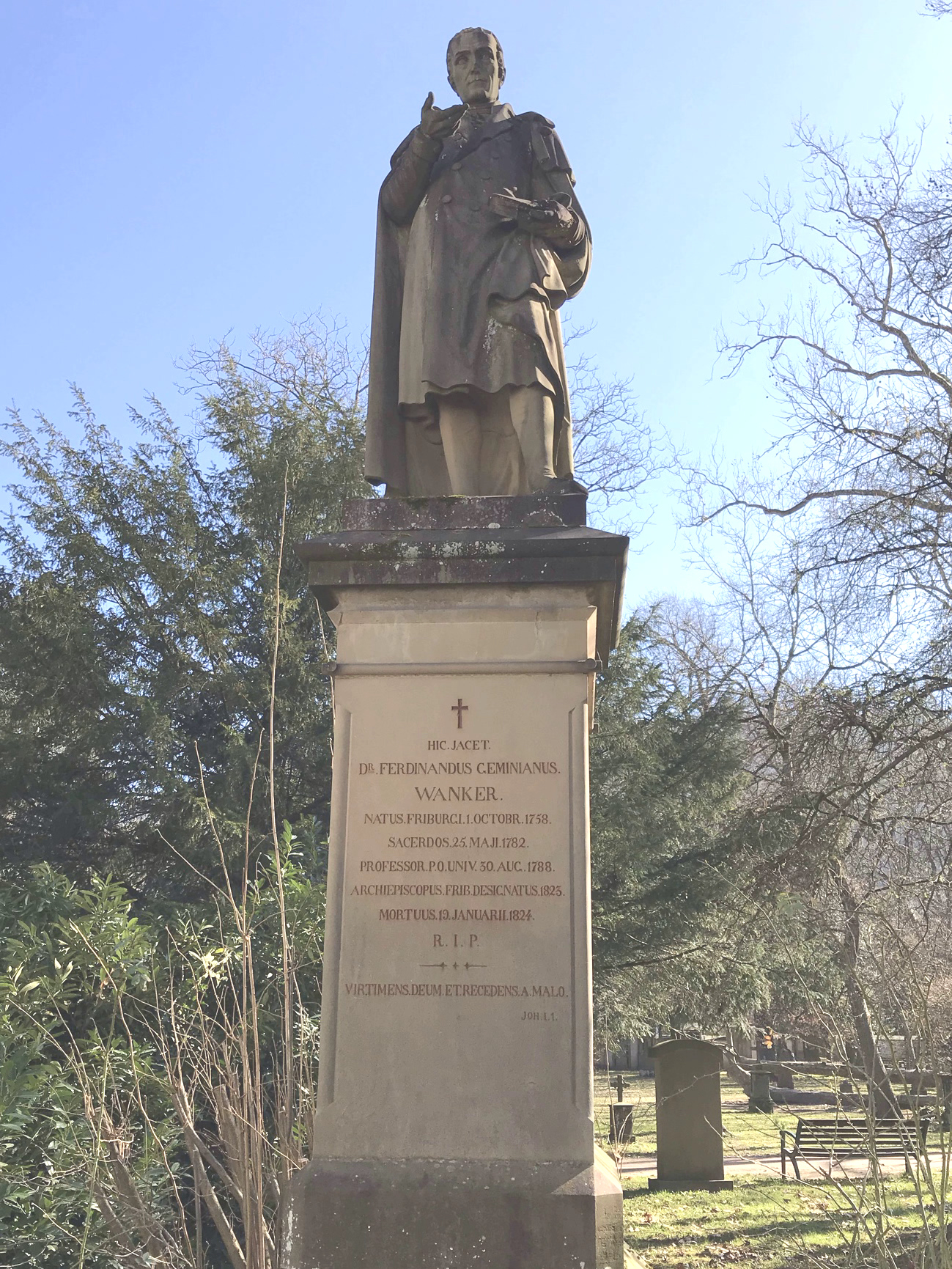
Grabmal im Alten Friedhof

Ferdinand Geminian Wanker wurde als Sohn bürgerlicher Eltern geboren und begann nach dem Besuch des Stadtgymnasium 1772 ein Studium an der Philosophischen Fakultät an der Universität Freiburg. Im Jahre 1773 bekam er durch Gönner ein freies Stipendium des Collegium Sapientiae und setzte 1776 sein Studium an der Theologischen Fakultät fort. Er schloss dieses im Jahr 1781 mit dem Bakkalaureus der Theologie ab. Er wurde am 23. Mai 1782 in Konstanz von dem Fürstbischof Max Christoph von Rodt zum Priester geweiht und bekam eine Stelle als Vikar in Feldkirch, wechselte aber bald als Erzieher junger Adliger nach Freiburg zurück. 1783 wurde er Vizerektor des Generalseminars in Freiburg und 1788 schloss er seine Doktorarbeit ab und wurde Professor der Moraltheologie an der Theologischen Fakultät in Freiburg, nachdem er vorher ein Angebot aus Wien abgeschlagen hatte, da er dort nicht mehr dem Seminar vorstehen konnte. Seine Antrittsrede, die 1789 im Beisein des Herzogs Carl Eugen von Württemberg gehalten wurde, hatte den Titel Über die Ursachen, warum die Moral des Christenthums bei den Bekennern desselben so selten ihre herrlichen Früchte hervorgebracht hat. Im Jahr 1800 wurde er zum Zensor theologischer Schriften ernannt. 1811 folgte die Ernennung zum Großherzoglichen Badenschen geistlichen Rat und er leitete ab diesem Jahr bis zu seinem Tode als Direktor der Heinrich Sautier’schen Stiftung, einer Erziehungsanstalt für mittellose Bürgersöhne und -töchter. Er starb am 19. Januar 1824 als designierter Erzbischof für das Erzbistum Freiburg.
Wanker ist auf dem Alten Friedhof in Freiburg im Breisgau begraben. Sein Grabmal schuf der Freiburger Bildhauer Josef Alois Knittel.

## Schriften
- Christliche Sittenlehre oder Unterricht vom Verhalten des Christen, um durch Tugend wahrhaft glücklich zu werden. 2 Bände. 1794.
  - Christliche Sittenlehre in der Google-Buchsuche Band 1. Vierte Ausgabe. 1824.
  - Christliche Sittenlehre in der Google-Buchsuche Band 2. Dritte Ausgabe. 1811.
- Vorlesungen über Religion nach Vernunft und Offenbarung. Für Akademiker und gebildete Christen. 1828
- Gesammelte Schriften. 4 Bände. 1830.
- Digitalisierte Werke in der Universitätsbibliothek Freiburg